# Arma (Rukum)
Arma – gaun wikas samiti w zachodniej części Nepalu w strefie Rapti w dystrykcie Rukum. Według nepalskiego spisu powszechnego z 2001 roku liczył on 593 gospodarstw domowych i 3417 mieszkańców (1678 kobiet i 1739 mężczyzn).